# Monasterio de Santa Clara (Palencia)
El monasterio de Santa Clara de Palencia (Castilla y León, España), más conocido popularmente como Monasterio de las Claras, es un edificio religioso construido en estilo gótico entre los siglos XIV y XV. La parte conventual sigue estando habitada por una comunidad de monjas Clarisas y la iglesia está abierta al culto regular. El monasterio basa su fama en la imagen devocional del Santísimo Cristo de las Claras, una figura yacente cuya acusada expresividad ha dado pábulo a una literatura de leyendas y milagros.

## Historia
La fundación del monasterio se remonta a una decisión regia de Enrique II de Castilla y su mujer, la reina Juana Manuel, hacia 1378, cuando fue traído aquí un grupo de monjas clarisas de la localidad de Reinoso. Un año más tarde, con el fallecimiento del monarca, el patronato monacal fue asumido por su sobrino Alfonso Enríquez de Castilla, Almirante de Castilla, y su esposa, Juana de Mendoza, quienes hacia 1395 iniciaron la construcción de la actual iglesia, proyectándola de manera que les sirviera de panteón. De este monumento funerario, que pudo tener forma de navío, no queda ningún resto.
A principios del siglo XVIII el patronato recobró su carácter real al asumirlo la Corona borbónica en tiempos de Felipe V, como resultado de la huida a Portugal del IX Almirante de Castilla, Juan Tomás Enríquez, por negarse a servir como embajador en Francia. En 1802 el patronato pasó a manos de la Casa de Alba. Con la Revolución de 1868, el convento fue exclaustrado y convertido en hospital, debiendo las monjas alojarse en el Real Monasterio de la Consolación en la cercana población de Calabazanos, de la misma orden. En 1874, con el derrocamiento de la I República, las Clarisas pudieron retornar a su monasterio palentino.
En este monasterio situó el dramaturgo romántico vallisoletano José Zorrilla la trama de su leyenda Margarita la Tornera.

## Descripción

### Arquitectura y mobiliario
La iglesia, levantada entre los siglos XIV y XV, tiene planta de cruz griega (única en la capital) con triple cabecera absidial, siendo el ábside central de tres paños. El éxterior de los ábsides está reforzado con gruesos contrafuertes y recorrido por cornisas de cincha. En todo el perímetro superior del ábside central y la nave transversal, directamente bajo el alero del tejado, asoman ventanas de celosía de inspiración mudéjar, elemento característico en este tipo de edificios religiosos de clausura. Las bóvedas son de crucería compleja y descansan en pilares romboidales con columnillas adosadas para la descarga de las nervaduras.

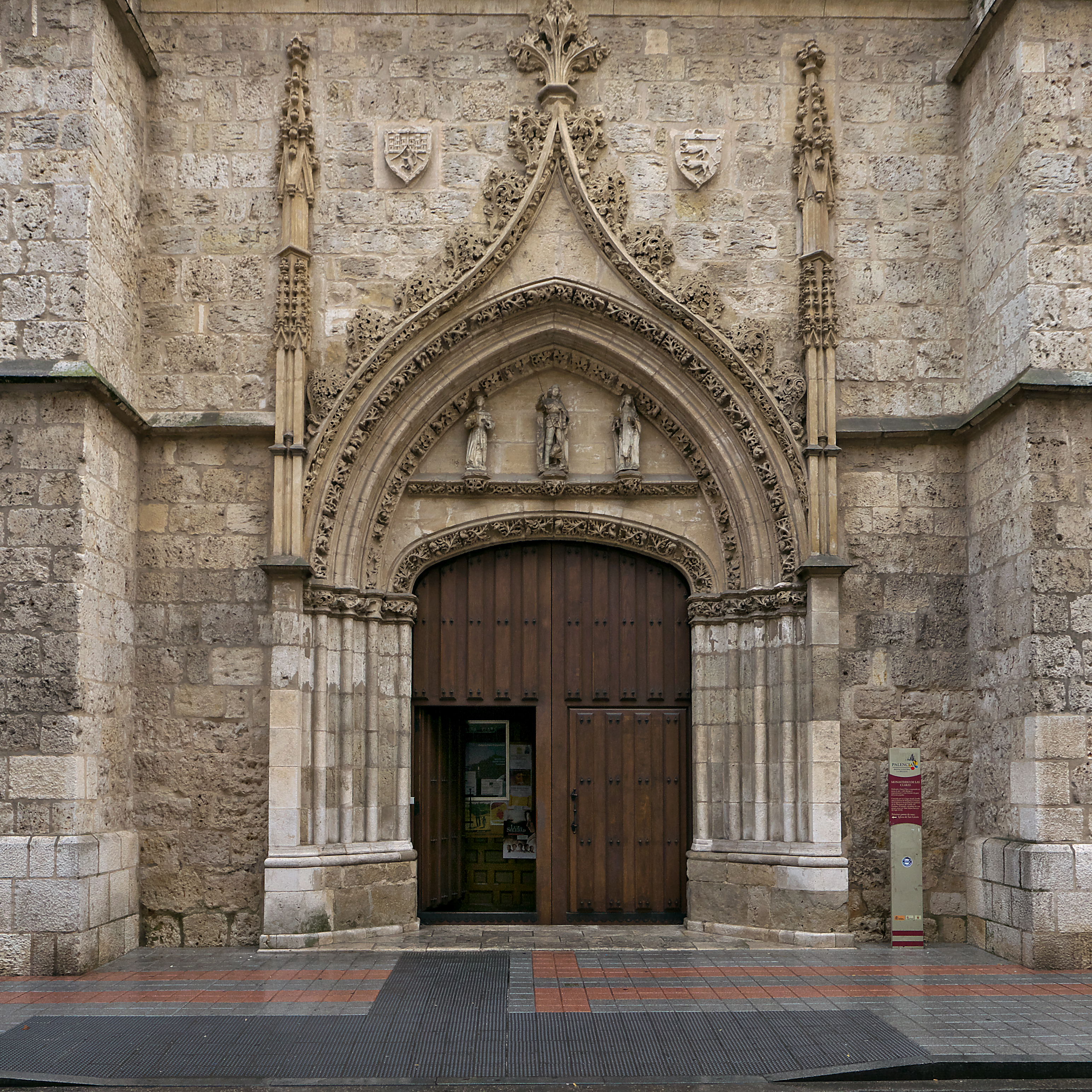
Portada tardogótica.

El acceso al templo, situado en el brazo septentrional de la nave transversal y bajo un óculo de testero, se hace a través de una portada tardogótica que presenta arco inferior de tipo carpanel, arco superior apuntado dividido en tres arquivoltas y trasdós conopial con decoración de cardinas y remate en cogollo; sendas pilastras aciculares y escudos de la familia Enríquez flanquean la portada, y en el tímpano, las figuras de Santa Clara, San Francisco y San Miguel; son copias de los originales, llevados en su día al Museo Arqueológico Nacional donde también se conservan dos tablas del primitivo retablo de la Virgen de Misericordia atribuido a Juan de Nalda. Los arcos están decorados con elementos vegetales, animales fantásticos, demonios y figuras humanas contextualizadas en el Juicio Final.

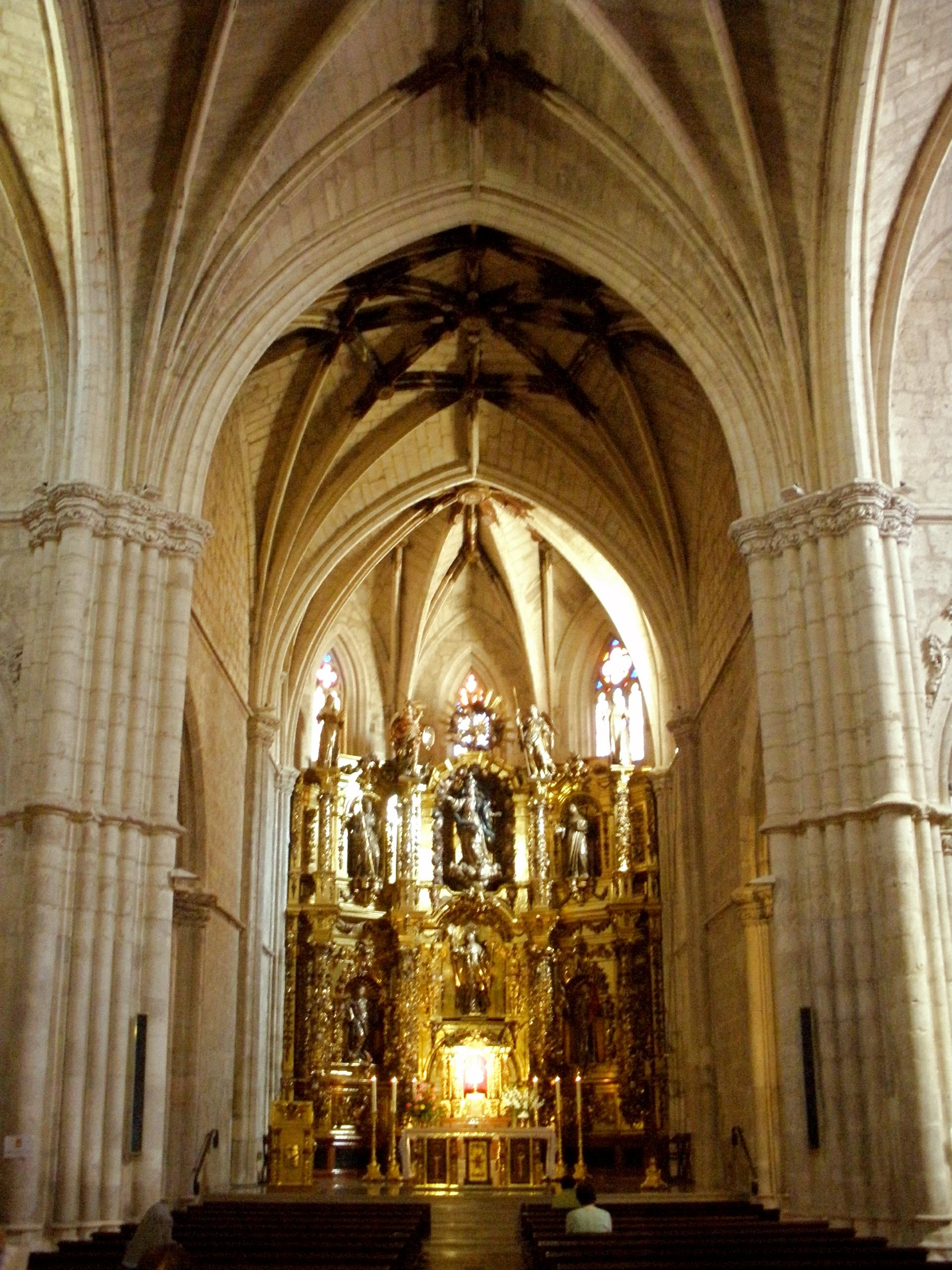
Cabecera de la iglesia.

En el interior pueden contemplarse varios retablos de los siglos XVI al XVIII. El Retablo de la Capilla Mayor es una mazonería de dos cuerpos y tres calles, sin ático, elaborada en el recargado estilo barroco de la primera mitad del siglo XVIII por Pedro de Correas. Contiene imágenes de San Miguel, San Rafael, la Anunciación y varios santos franciscanos. En el altar mayor se expone el Santísimo Sacramento permanentemente.
En la Capilla de San Juan Bautista, en la nave de la Epístola (sur) se sitúa el enterramiento de Juan Bautista Montoya, canónigo de la Catedral de Sevilla y arcediano de Niebla, quien en el siglo XVI escogió este recinto como panteón. En la Capilla del Santísimo Cristo (del que se habla en el siguiente epígrafe) se sitúan los sepulcros marmóreos de María Fernández de Velasco, fundadora del Convento de Clarisas de San Bernardino de Cuenca de Campos (Valladolid), de bulto yacente, y Beltrán de Guevara, señor de Zorita de la Loma y benefactor del antedicho convento, de bulto orante; los restos de ambos personajes fueron trasladados a este lugar en 1967.
El monasterio posee, formando parte de la clausura, dos claustros; uno de ellos es una construcción moderna, y el otro conserva en dos de sus ángulos ricos decorados del siglo XV.
La iglesia del monasterio está abierta a fieles y visitantes todos los días ininterrumpidamente desde las 8,30 a las 20.00 h.

### El Santísimo Cristo de las Claras
Esta venerada talla de madera de bulto yacente de 1,40 m de largo, hoy metida en una urna de cristal y situada en una capilla a la que da nombre en el lado del Evangelio (norte) a los pies del templo, junto al coro de las monjas, atesora un rico acervo de mitos y leyendas populares que durante seis siglos ha alimentado su impresionante patetismo. Sus características físicas, con miembros articulados e implantes naturales de uñas de asta de vacuno y pelo humano, y estilísticas, recreándose su anónimo autor en el rictus agónico del rostro y en la profusión de heridas, laceraciones y regueros de sangre, emparentan a este Cristo palentino, formalmente una composición artística mediocre, con otros cristos singulares de la imaginería devocional española (como el igualmente célebre Santísimo Cristo de Burgos, sito en una capilla específica en la Catedral de Burgos, tratándose en este caso de un Crucificado cubierto con faldones), todos los cuales comparten fama milagrera y un origen, según los especialistas, en la Alemania o el Flandes del siglo XIV.

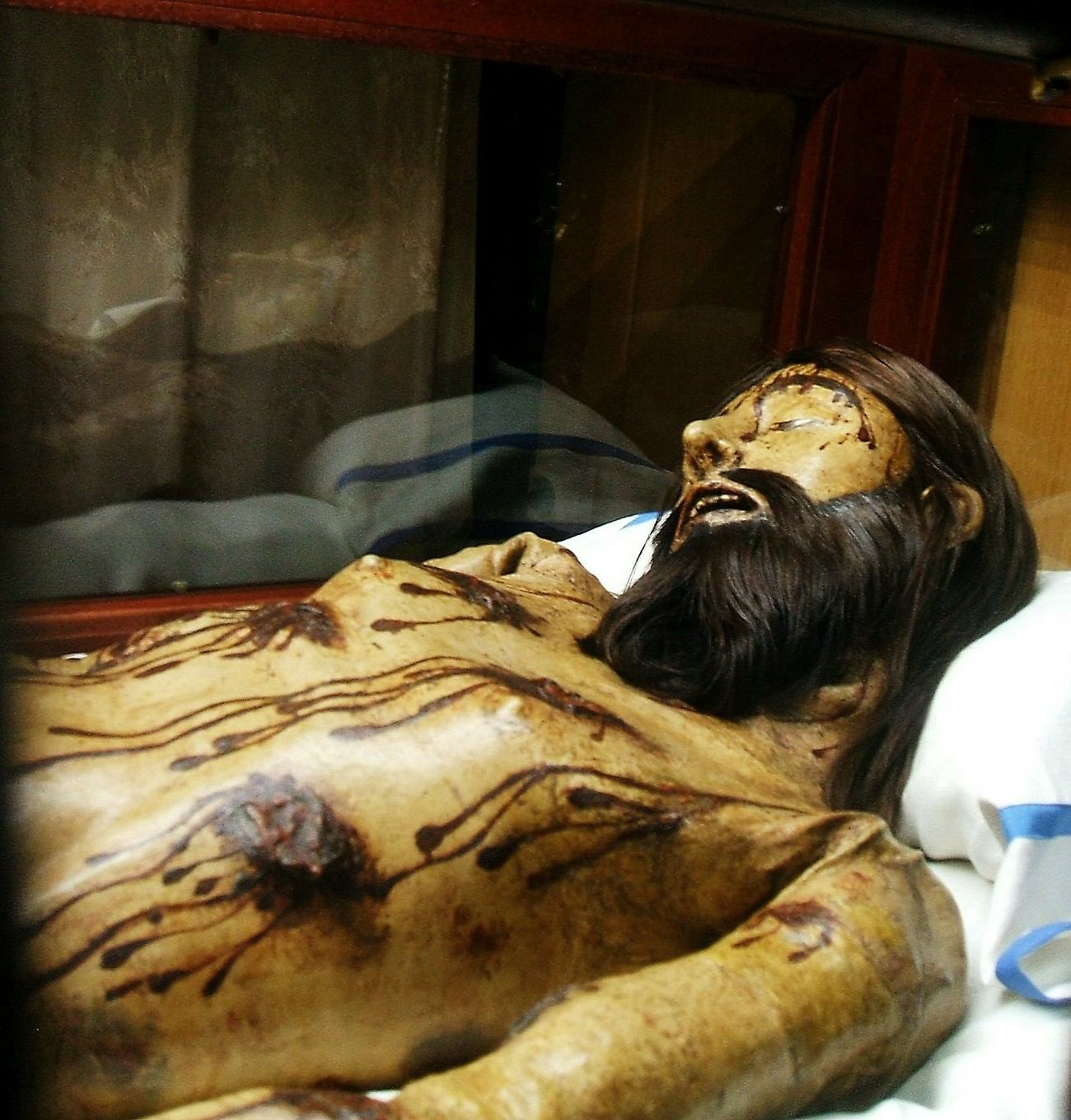
Talla del Cristo de las Claras, tras su restauración.

El aura milagrosa del Cristo de las Claras, también llamado de la Buena Muerte, empieza con su mismo descubrimiento. La leyenda tradicional narra su hallazgo, metido en una urna, flotando en el mar Mediterráneo y emitiendo un resplandor sobrenatural, por la flota del almirante Alonso Enríquez en torno a los años 1407-1410, durante la guerra contra los moros marroquíes. El almirante dispuso que la imagen sagrada fuera llevada al pueblo palentino de Palenzuela, donde ejercía señorío, para darle allí culto. Una vez la nave llegó a puerto, fue escoltada por caballeros y soldados para ser conducida a Palenzuela, pero al llegar al pueblo cerrateño de Reinoso, frente al castillo que había servido de monasterio a las monjas Clarisas ahora instaladas en Palencia, se detuvo el animal que portaba el Cristo sin que hubiera forma de hacerle seguir adelante. Los presentes dedujeron ser voluntad divina que la imagen recibiera culto en el Monasterio de Santa Clara de Palencia, lo que quedó confirmado al comprobar que el animal, dejado a su arbitrio, se dirigió con su carga a aquel lugar.

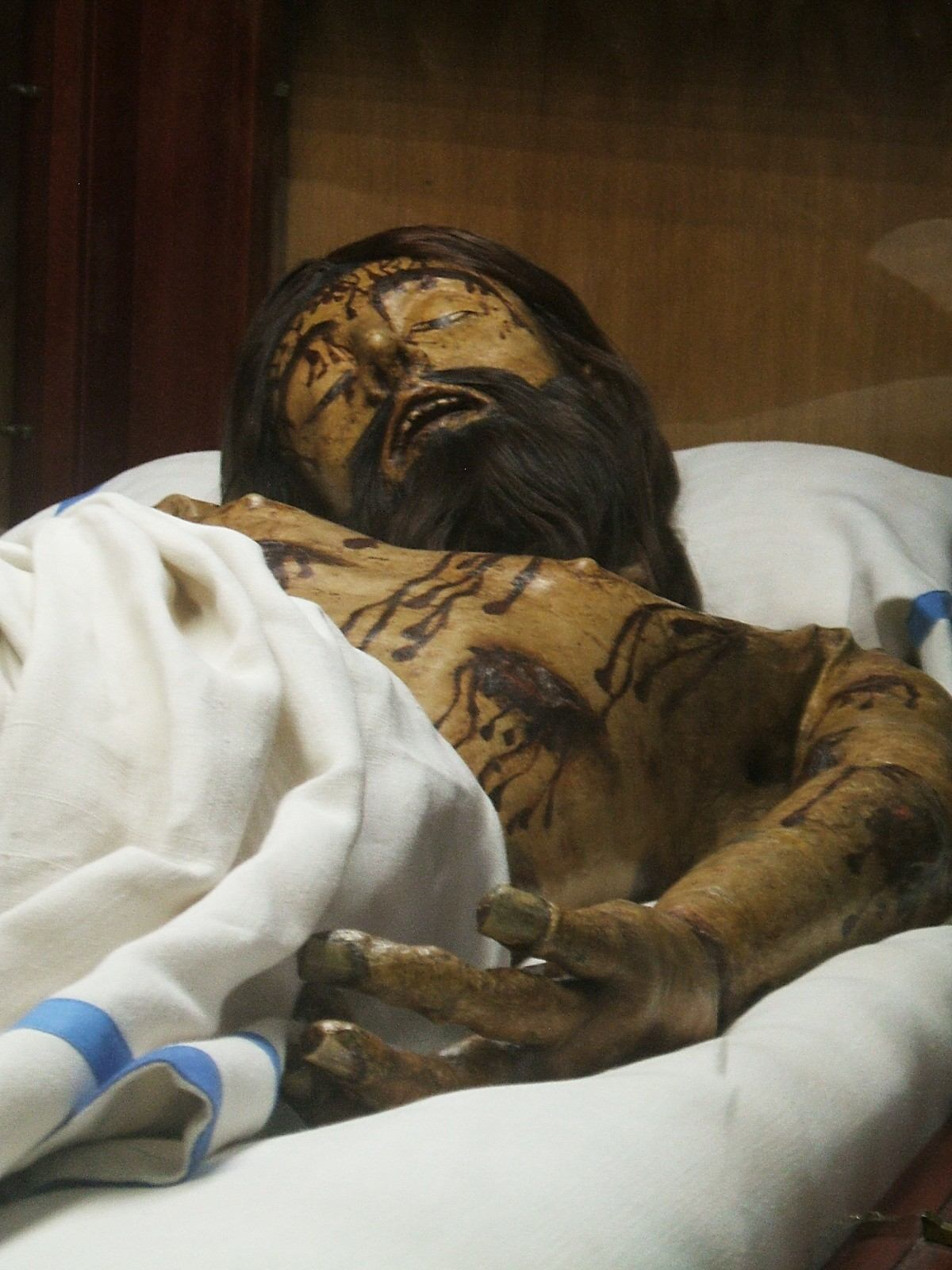
Rostro del Cristo

Desde entonces, la tremendista imagen dio lugar a numerosos relatos de prodigios y milagros, algunos más bien tenebrosos. Se cuenta que en 1592 el rey Felipe II, en su visita a Palencia, lo contempló y exclamó:

"Si no tuviera fe, creyera que este era el mismo cuerpo de Cristo que había padecido al arbitrio de la malicia; pero sé y creo que resucitó y esta es su imagen; pero tan parecida que estando difunto le retrata al vivo".
Felipe II

Una leyenda remonta a una noche de 1666 la súbita transformación del cuerpo, pasando de tener las manos cruzadas sobre el pecho -pretendidamente, su postura original- a tenerlas extendidas sobre la lauda sepulcral. Relatos como éste alimentaron la creencia supersticiosa en un cuerpo al que le crecían el pelo y las uñas, los cuales serían cortados periódicamente por la misma abadesa del Monasterio, y que correspondería de hecho a una momia humana. A principios del siglo XX el Cristo inspiró a Miguel de Unamuno, que le dedicó un poema. Hasta hace pocos años el Cristo se encontraba en una precaria situación por la mucha suciedad acumulada y la abundancia de desperfectos.
En 2006, una minuciosa labor de limpieza, estudio estructural, análisis químico y restauración integral realizada in situ por Luis Cristóbal Antón, profesor de la Real Academia de Bellas Artes de San Fernando y responsable también de la restauración del Cristo de Burgos, devolvió a la luz la obra original, perdiéndose en el proceso buena parte de su patetismo rayano en lo siniestro, y despejando las últimas dudas sobre si no se trataría de un cuerpo humano momificado, repintado y cubierto de postizos orgánicos. Tras estudiar sus articulaciones y argollas de sujeción clavadas en la espalda, Cristóbal Antón certificó que la escultura fue creada para ser colgada de una cruz y escenificar el pasaje del Descendimiento. También descubrió un conducto en el torso comunicado con la llaga del costado, por el que probablemente se introduciría vino con el objeto de simular una sangración en el momento del descendimiento, abundando en el realismo del acto religioso. El especialista cree que el autor del Cristo palentino es el mismo que el del Cristo de Burgos, y que un tercer Cristo hispano de similares características, el de Finisterre, está estrechamente emparentado con ambos.
El presupuesto para esta intervención fue de 25 000 euros, 15 000 aportados por la Diputación Provincial de Palencia y el resto por la comunidad de Clarisas.

### Santa Clara "galeona"

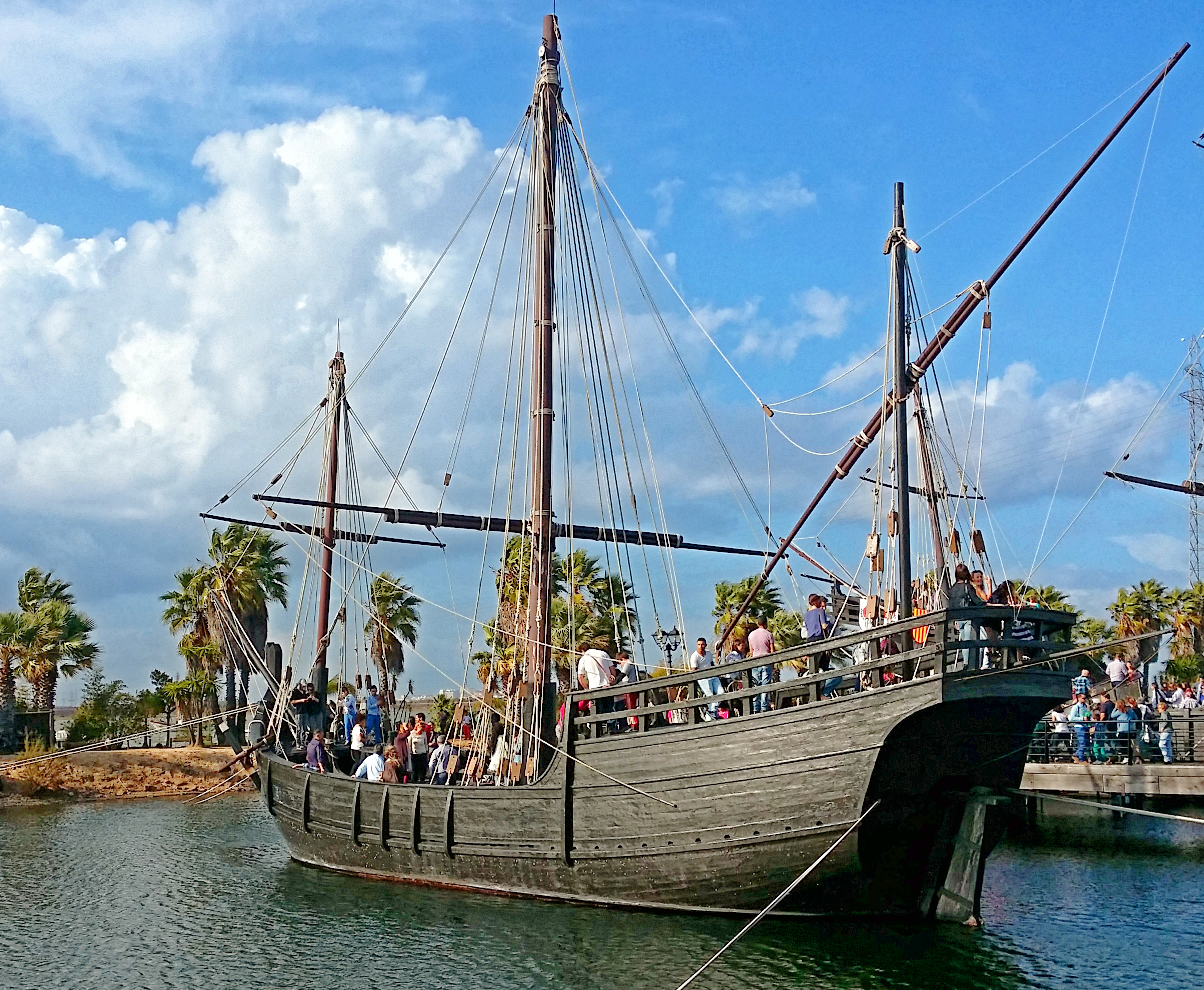
Réplica de la Niña.

Se conserva en el monasterio una talla en madera de Santa Clara que, según investigaciones de la madre superiora, se corresponde con la talla original de la carabela La Niña, una de las tres carabelas que usó Cristóbal Colón en el primer viaje al Nuevo Mundo en el año 1492, junto a la Pinta y la Santa María.
La talla realizada en madera, tiene poco más de un metro de altura, esta hueca por detrás presentando unos hierros que sirven para fijarla a la nave. Ha permanecido durante siglos en el convento de clausura, oculta a los ojos de muchos y desapercibida incluso a los de la comunidad de clarisas que desde entonces la ha custodiado.
La Niña fue mandada construir en 1488 por el armador moguereño Juan Niño en los antiguos astilleros del Puerto de Moguer. En su botadura sobre el Río Tinto, la nave recibió el nombre de Santa Clara en honor al Monasterio de Santa Clara de dicha localidad, aunque pasó a la posteridad con el nombre de su propietario.

## Galería

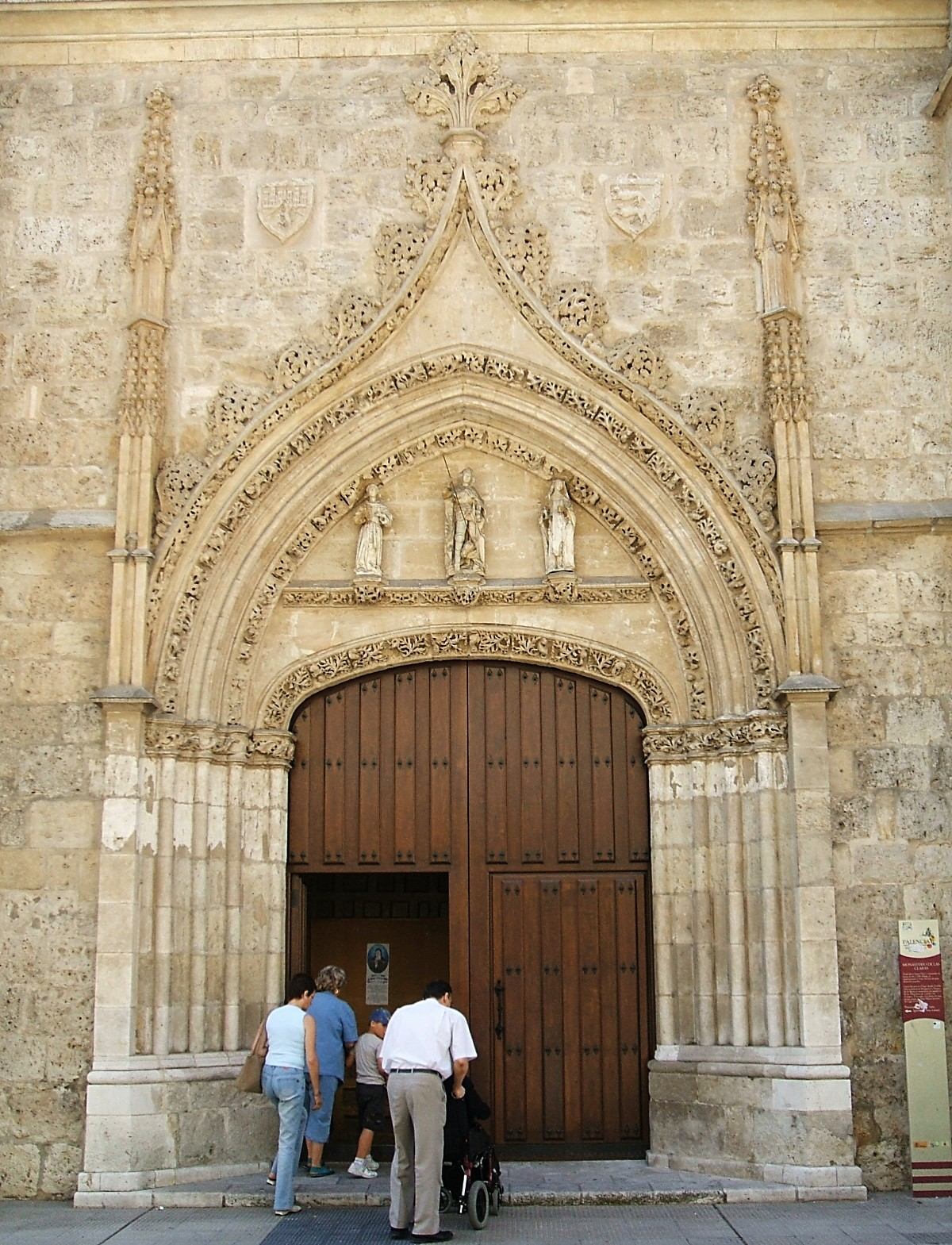
Portada
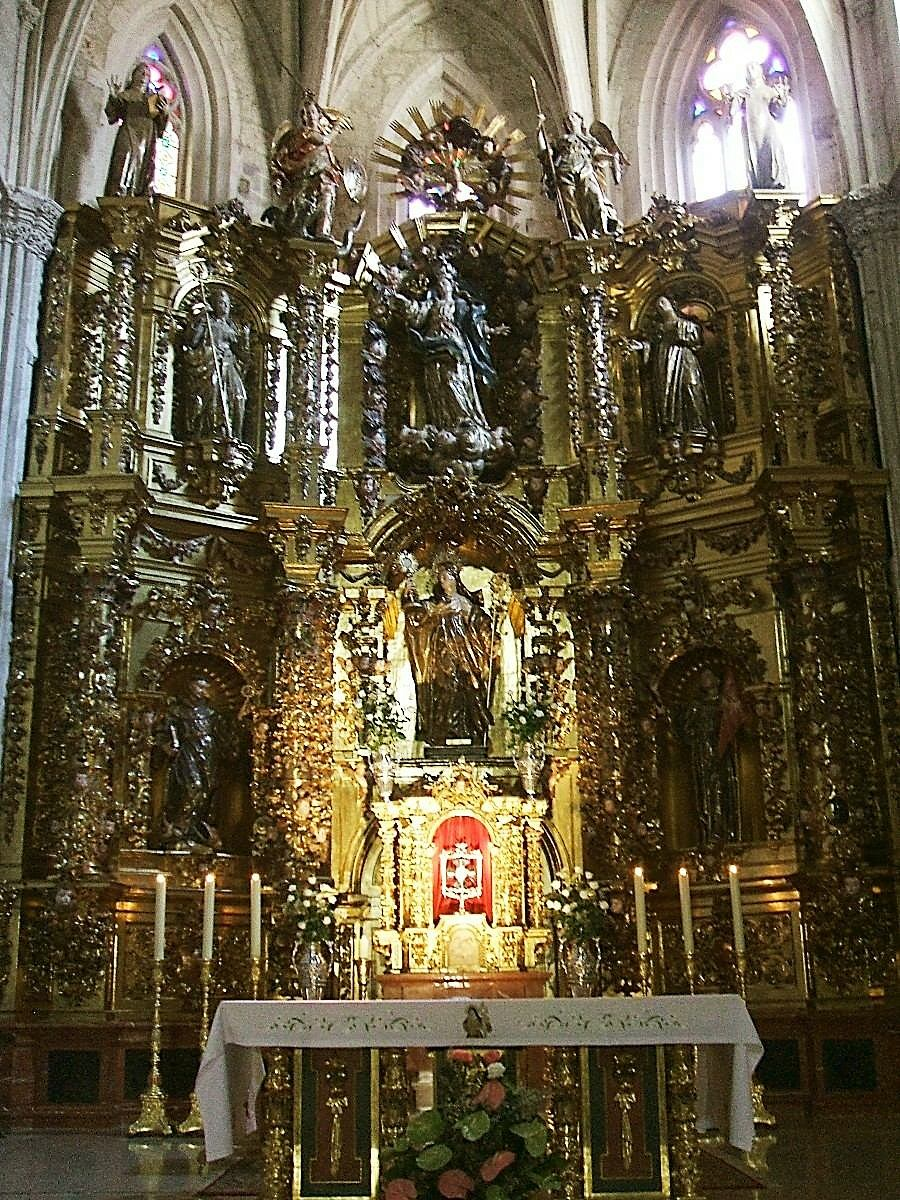
Retablo Mayor
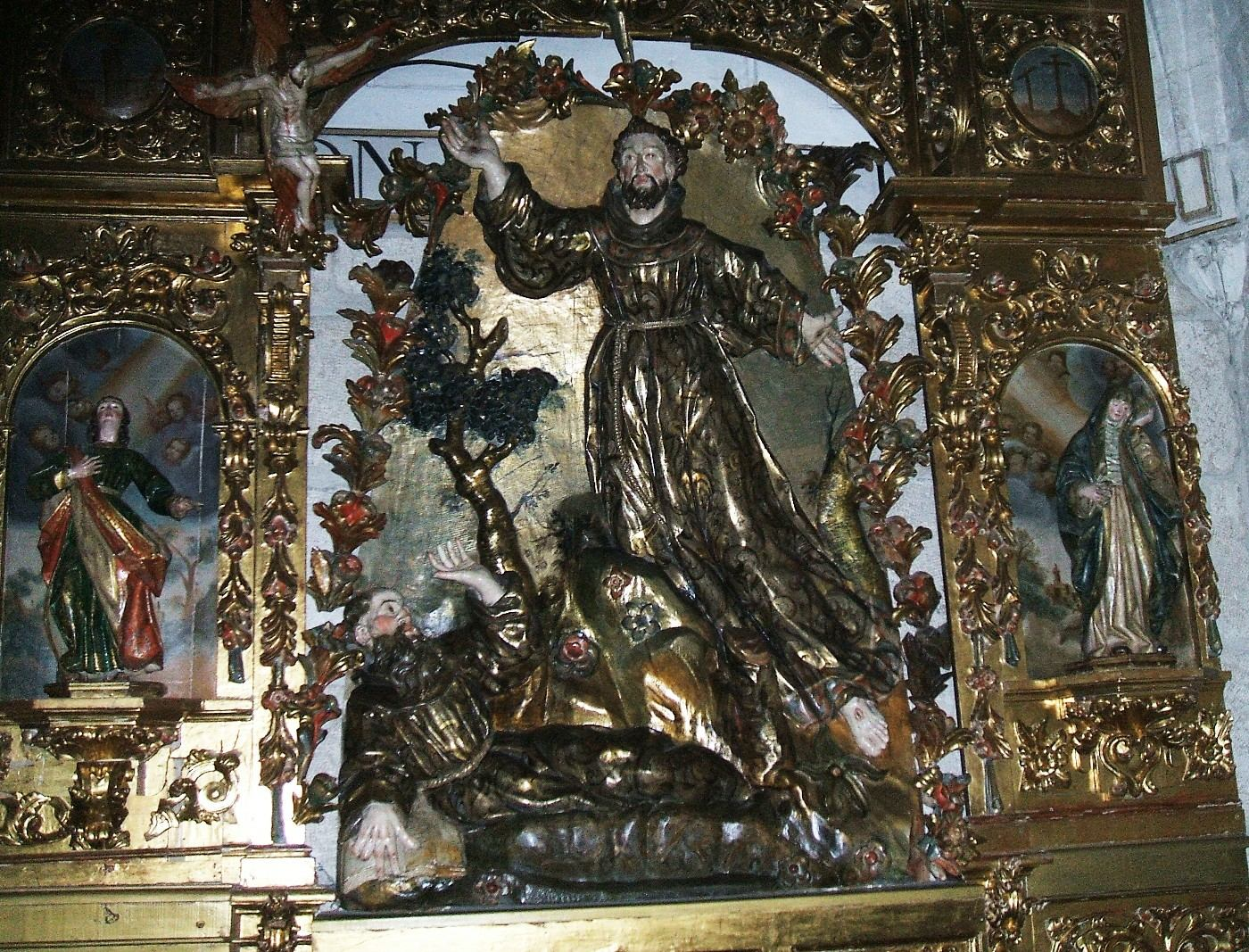
Retablo
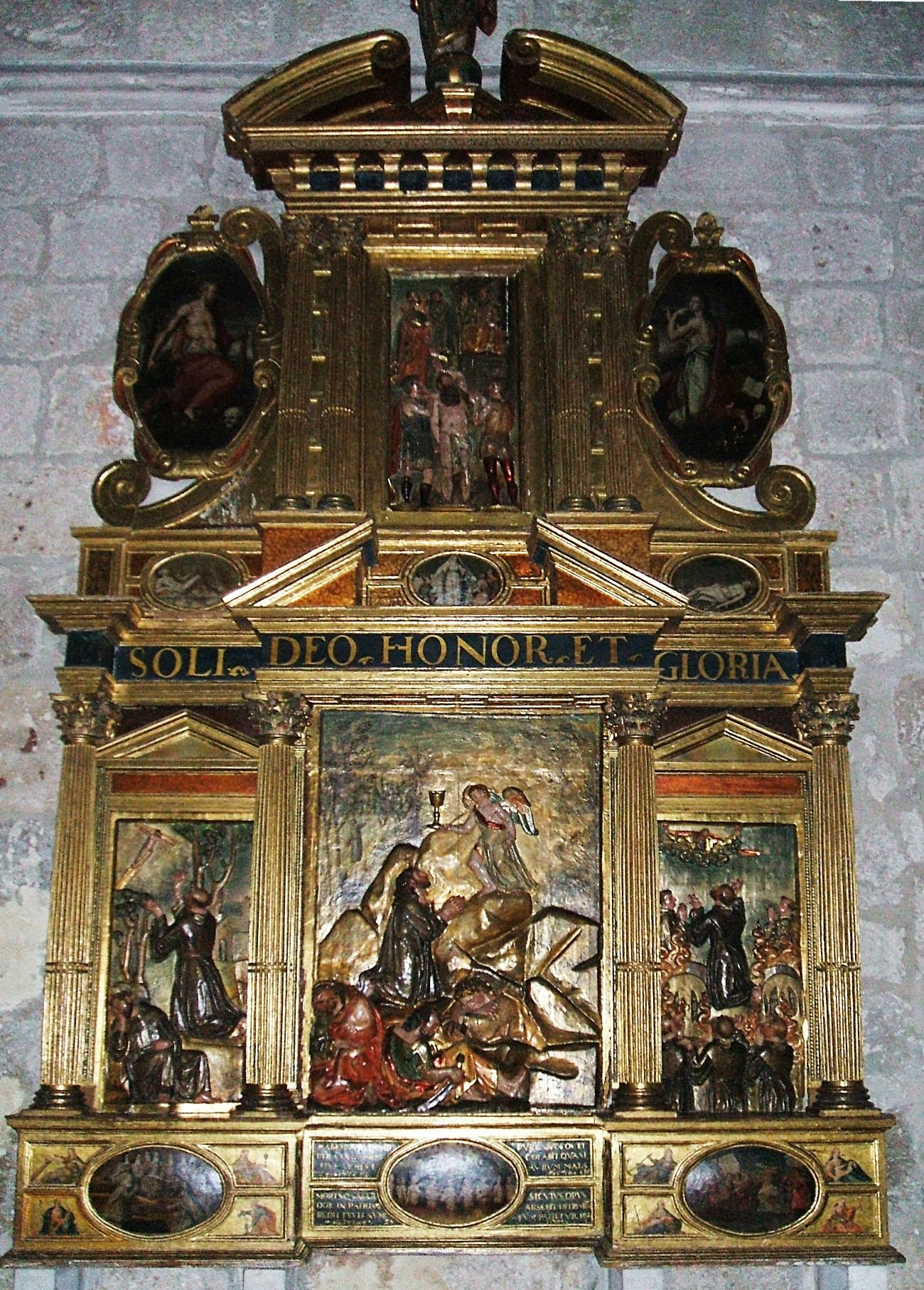
Retablo
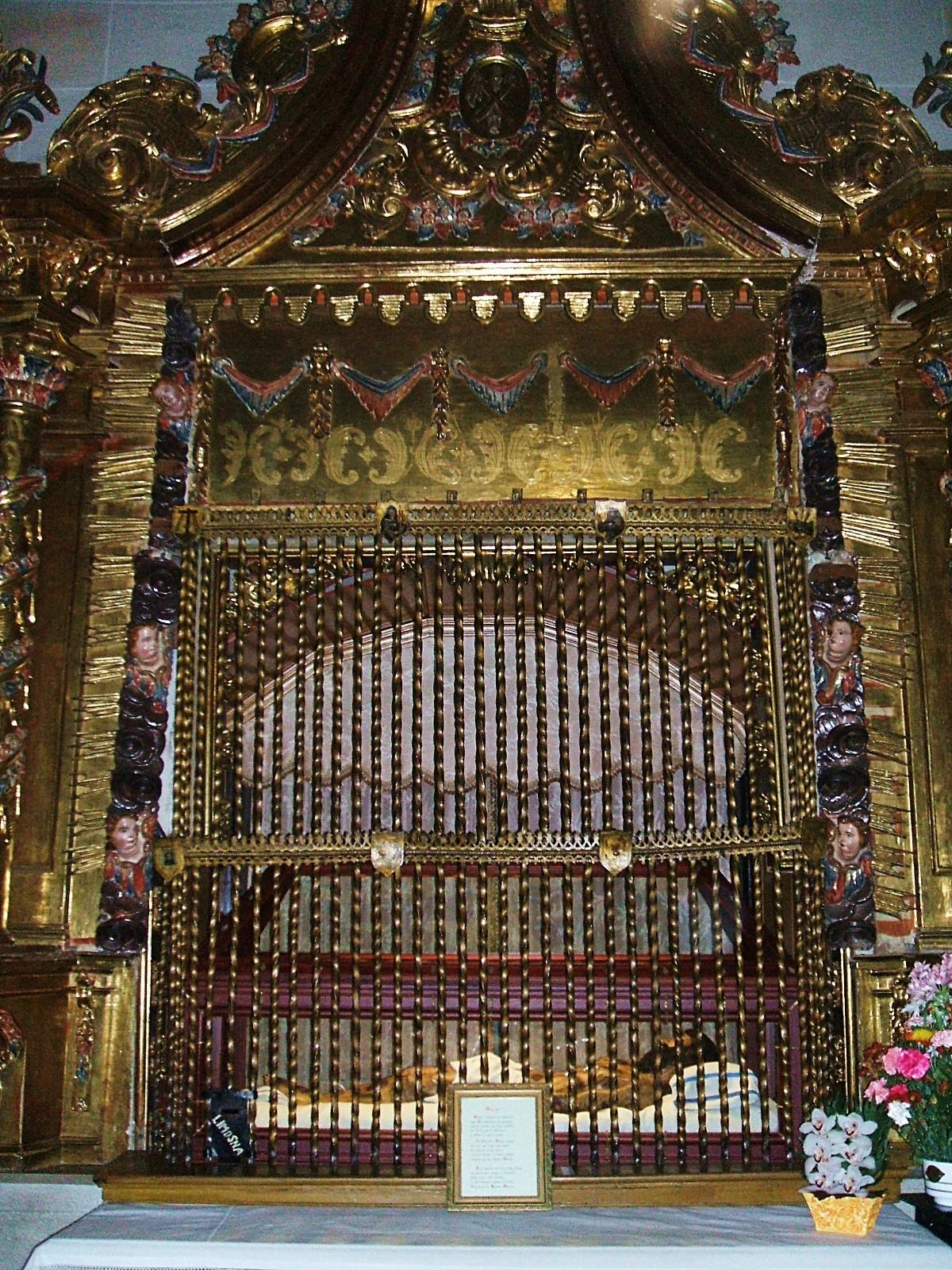
Capilla del Cristo
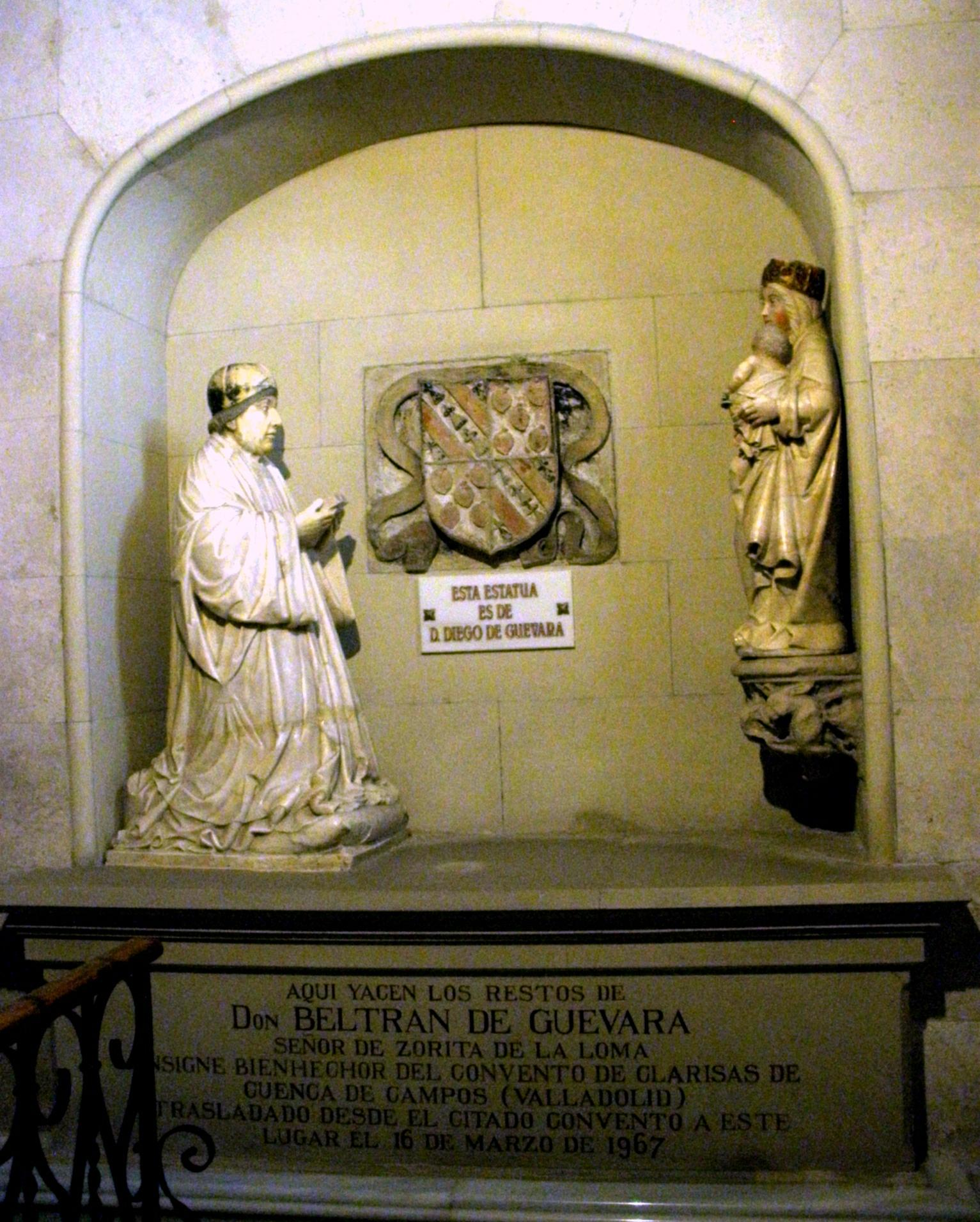
Sepulcro de D. Beltrán de Guevara